# Hinabangan
Hinabangan é um município de  quarta classe de renda municipal (d) na província Samar, nas Filipinas. De acordo com o censo de 1 de maio  de  2020 possui uma população de 13 693 pessoas e 3 075 domicílios.